# Joseph Strigler
Johann Joseph Strigler (* 29. Oktober 1773 in Mainz; † 8. August 1841 ebenda) war ein hessischer Kaufmann, Politiker und Abgeordneter der 2. Kammer der Landstände des Großherzogtums Hessen.
Joseph Strigler war der Sohn des Kaufmanns Johann Andreas Strigler und dessen Ehefrau Magdalena Margarethe, geborene Kimmel. Strigler, der katholischen Glaubens war, war Kaufmann in Mainz und heiratete Margarethe, geborene Becher. Der gemeinsame Sohn Johann Michael Leonhard Strigler wurde später ebenfalls Landtagsabgeordneter.
Von 1839 bis 1841 gehörte er der Zweiten Kammer der Landstände an. Er wurde für den Wahlbezirk der Stadt Darmstadt gewählt.